# Spreetal
Spreetal, obersorbisch Sprjewiny Doł, ist eine Gemeinde im Norden des sächsischen Landkreises Bautzen und zählt als drittgrößte Gemeinde des Kreises zu den flächengrößten Gemeinden in Sachsen. Die Gemeinde liegt im sorbischen Siedlungsgebiet in der Oberlausitz. Der Sitz der Gemeindeverwaltung befindet sich im zentral gelegenen Ortsteil Burgneudorf.

## Geographie

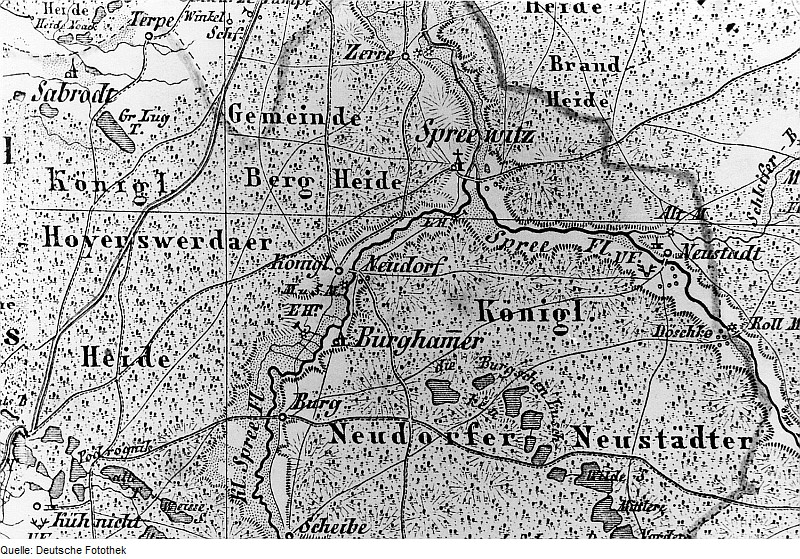
Vorbergbauliche Lage der einzelnen Orte um 1850

Die Gemeinde befindet sich an der brandenburgischen Grenze zwischen Spremberg und Hoyerswerda, etwa 30 km südlich von Cottbus.
Außer dem Ortsteil Spreetal liegen alle Ortsteile an der Spree oder der Kleinen Spree, die bei Spreewitz wieder in die Spree fließt. Neben der Spree ist das Gemeindegebiet vom jahrzehntelangen Braunkohleabbau und den umgebenden großen Waldgebieten geprägt. Aus den verbliebenen Tagebaurestlöchern entstehen derzeit Spreetaler See, Bernsteinsee und Scheibe See des neuen Lausitzer Seenlandes.
Der Ortsteil Neustadt liegt am Rand der Neustädter Heide und nördlich des Westteils des Truppenübungsplatzes Oberlausitz.

## Gemeindegliederung
Die Gemeinde besteht aus sieben Ortsteilen und hat mit Stand vom 31. Dezember 2022 folgende Einwohner:
- Burg (sorbisch Bórk), 335 Einwohner
- Burghammer (Bórkhamor), 240 Einwohner
- Burgneudorf (Nowa Wjes), 298 Einwohner
- Neustadt/Spree (Nowe Město) (mit den Siedlungen Neustädter Hammer (Hamor), Döschko (Daški) und Altmühle (Starik)), 339 Einwohner
- Spreetal (Sprjewiny Doł), 65 Einwohner
- Spreewitz (Sprjejcy), 287 Einwohner
- Zerre (Drětwja), 239 Einwohner

Nach anderer Zählung mit acht Ortsteilen wird Spreewitz in den eigentlichen Ort und Spreewitz Siedlung unterteilt. Die Siedlung Döschko südlich von Neustadt wird noch 1744 von Salomon Gottlob Frentzel als eigenständiges Dorf bezeichnet, Altmühle gehörte lange Zeit zu Mühlrose.

## Geschichte
Die Gemeinden Burghammer (mit den Gemeindeteilen Burg, Burghammer, Burgneudorf und Spreetal), Neustadt und Spreewitz (mit den Gemeindeteilen Spreewitz und Zerre) bildeten zum 1. April 1993 die Verwaltungsgemeinschaft Burgneudorf, die zum 1. Januar 1994 zum Verwaltungsverband Burgneudorf umgewandelt wurde. Im Zuge der Gemeindegebietsreformen in Sachsen schlossen sich die drei Gemeinden am 1. Januar 1996 zur Gemeinde Spreetal zusammen, wodurch der Verwaltungsverband aufgelöst wurde.

### Bevölkerungsentwicklung
| Jahr | Geborene | Gestorbene | Zuzüge | Fortzüge | Einwohner |
| ---- | -------- | ---------- | ------ | -------- | --------- |
| 2014 | 13       | 21         | 75     | 61       | 1.966     |
| 2015 | 10       | 26         | 106    | 108      | 1.948     |
| 2016 | 9        | 32         | 76     | 86       | 1.915     |
| 2017 | 12       | 23         | 89     | 104      | 1.889     |
| 2018 | 14       | 27         | 105    | 77       | 1.904     |
| 2019 | 11       | 26         | 75     | 100      | 1.864     |
| 2020 | 7        | 29         | 97     | 88       | 1.851     |
| 2021 | 19       | 39         | 59     | 72       | 1.822     |
| 2022 | 6        | 42         | 74     | 57       | 1.803     |

## Politik

### Gemeinderat und Ortschaftsräte
Die letzten Kommunalwahlen führten zu folgenden Ergebnissen:
| Liste                        | 2024   | 2024   | 2019   | 2019   | 2014   | 2014   |
| Liste                        | Sitze  | in %   | Sitze  | in %   | Sitze  | in %   |
| ---------------------------- | ------ | ------ | ------ | ------ | ------ | ------ |
| Spreetaler Wählervereinigung | 14     | 96,7   | 14     | 92,1   | 10     | 62,8   |
| Die Linke                    | –      | 3,3    | –      | 3,6    | 1      | 6,3    |
| Bündnis 90/Die Grünen        | –      | –      | –      | 4,3    | –      | 4,0    |
| Bürgervereinigung Spreetal   | –      | –      | –      | –      | 3      | 23,6   |
| Die Heimat (bis 2023 NPD)    | –      | –      | –      | –      | –      | 3,3    |
| Wahlbeteiligung              | 73,8 % | 73,8 % | 71,1 % | 71,1 % | 64,8 % | 64,8 % |

Jeder der sieben Ortsteile hat einen Ortschaftsrat.

### Bürgermeister
- 1996–2024: Manfred Heine (parteilos)
- seit 2024: Marco Beer (parteilos)

Beer ist seit dem 1. Mai 2024 Bürgermeister der Gemeinde Spreetal. Er wurde bei der Bürgermeisterwahl am 10. März 2024 mit 78,3 Prozent der gültigen Stimmen gewählt.
| Wahl | Bürgermeister | Vorschlag | Wahlergebnis (in %) |
| ---- | ------------- | --------- | ------------------- |
| 2024 | Marco Beer    | Beer      | 78,3                |
| 2017 | Manfred Heine | Heine     | 96,5                |
| 2010 | Manfred Heine | Heine     | 83,5                |
| 2003 | Manfred Heine | Heine     | 93,3                |

### Wappen
| Wappen von Spreetal | Blasonierung: „In Silber, ein blauer, einem Pfahl auslaufender eingebogener Sparren, der vordere Arm schwächer. Oben vorn, ein grüner Frosch, oben hinten ein grüner Eichenzweig mit vier Blättern und drei Eicheln. Beide Symbole pfahlweise gestellt. Unten in der goldenen eingebogenen Spitze, schwarz gekreuzt, Schlägel und Eisen.“ |
| Wappen von Spreetal | Wappenbegründung: Frosch und Eichenlaub in den oberen Feldern stehen für die Natur im Gemeindegebiet, Schlägel und Eisen im Schildfuß erinnern an die Braunkohletagebaue. Die blaue asymmetrische Feldbegrenzung symbolisiert die beiden Flussarme von Kleiner und Großer Spree, die sich in der Gemeinde vereinigen.                     |

### Partnerschaften
Neustadt ist mit rund 400 Einwohnern das kleinste Mitglied der Arbeitsgemeinschaft Neustadt in Europa, der 37 Städte und Gemeinden mit Namen Neustadt in sechs europäischen Staaten angehören.

## Kultur und Sehenswürdigkeiten
Die Kulturdenkmale der Gemeinde sind in der Liste der Kulturdenkmale in Spreetal erfasst.

## Wirtschaft und Infrastruktur

### Verkehr
Die Bundesstraße 97 durchzieht den westlichen Teil der Gemeinde sowie den Ortsteil Spreetal, während die alte Straße zwischen Spremberg und Hoyerswerda durch die Ortsteile Zerre, Spreewitz, Burgneudorf, Burghammer und Burg verläuft. Neustadt liegt an der Staatsstraße 130 zwischen Burgneudorf und Schleife. Nördlich sowie südöstlich der Gemeinde verläuft die Bundesstraße 156 aus Richtung der Bundesautobahn 13 kommend über Spremberg und Weißwasser/Oberlausitz nach Bautzen zur Bundesautobahn 4.
Die brandenburgisch-sächsische Grenze verläuft mitten durch den Industriepark Schwarze Pumpe, wodurch die Gemeinde Anteile daran hat. Über die Lausitzer Grubenbahn ist er mit dem deutschen Eisenbahnnetz verbunden. Früher führte auch die Bahnstrecke Knappenrode–Sornoer Buden an der Gemeinde vorbei.

### Bildung und Erziehung
Die Gemeinde Spreetal verfügt über eine Grundschule in Burgneudorf sowie über drei Kindertageseinrichtungen (jeweils mit Krippe) in Burghammer, Spreewitz und Neustadt/Spree.

## Persönlichkeiten
Im Ortsteil Spreetal lebte der Liedermacher und Rockmusiker Gerhard Gundermann (1955–1998) bis zu seinem Tod.